# خورشیدگرفتگی ۲۰ ژوئیه ۱۹۴۴
خورشیدگرفتگی ۲۰ ژوئیه ۱۹۴۴ (به انگلیسی: Solar eclipse of July 20, 1944) یک خورشیدگرفتگی از نوع خورشیدگرفتگی حلقه‌ای است. این خورشیدگرفتگی در تاریخ ۲۰ ژوئیه ۱۹۴۴ میلادی (‎۲۹ تیر ۱۳۲۳ خورشیدی) روی داد که زمان اوج آن، ساعت ۵:۴۳:۱۳ به‌وقت ساعت هماهنگ جهانی بوده‌است. مدت زمان و طول این خورشیدگرفتگی ۳ دقیقه و ۴۲ ثانیه بود.